# San Francisco Designated Landmark

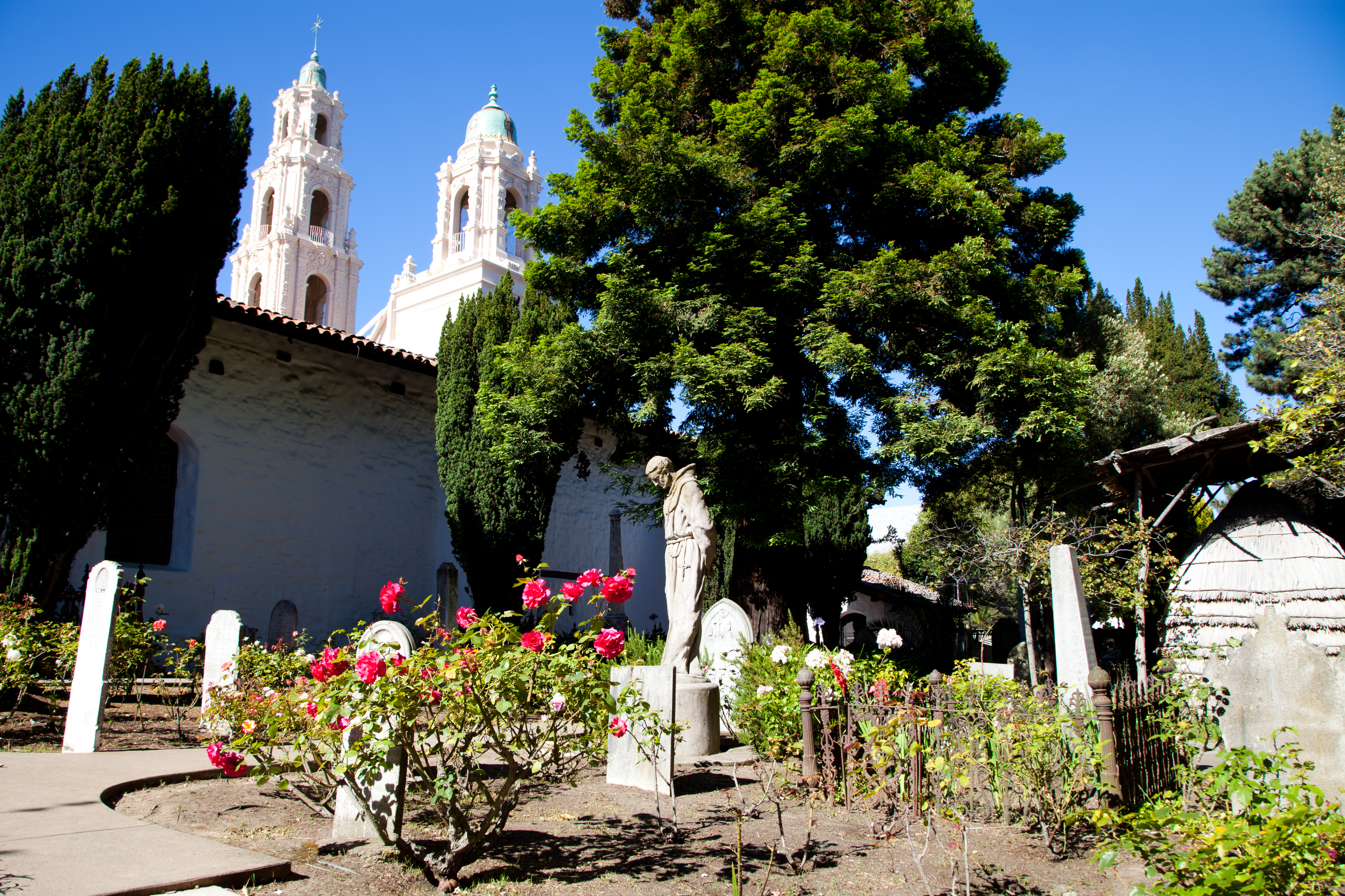
Mission Dolores werd op 11 april 1968 aangewezen als SF Designated Landmark.

De Amerikaanse stad en county San Francisco (Californië) kan sinds 1967 bouwwerken en constructies erkennen en beschermen als San Francisco Designated Landmarks. De stad heeft sindsdien 260 zulke monumenten aangeduid, waarvan er bepaalde ook op het National Register of Historic Places staan of erkend zijn als National Historic Landmarks.
Mission Dolores was het eerste monument dat door de stad San Francisco erkend werd als Designated Landmark.

## Enkele landmarks
- nr. 1: Mission Dolores
- nr. 21: Stadhuis van San Francisco
- nr. 33: Columbus Tower
- nr. 50: Conservatory of Flowers
- nr. 64: James C. Flood Mansion
- nr. 88: Palace of Fine Arts
- nr. 90: Ferry Building
- nr. 100: Castro Theatre
- nr. 110: Bank of Italy Building
- nr. 162: Hobart Building
- nr. 165: Coit Tower